# サイモン・フレイザー (第11代ラヴァト卿)

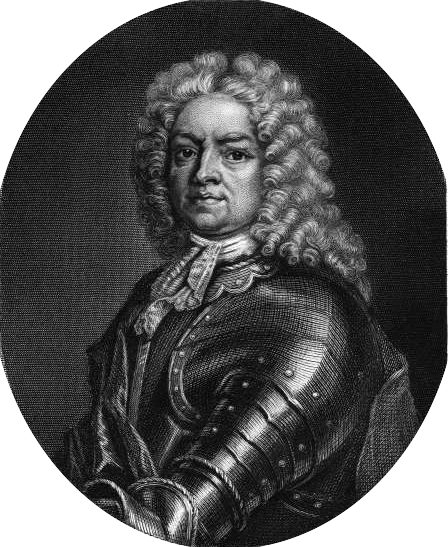
第11代ラヴァト卿("Memoirs of the Jacobites")

第11代ラヴァト卿サイモン・フレイザー（Simon Fraser, 11th Lord Lovat, 1667年頃 - 1747年4月9日)は、イギリス・スコットランドの貴族。陰謀家として知られ、1745年ジャコバイト蜂起に関与したとして大逆罪で処刑された。

## 経歴
1667年頃に7代ラヴァト卿ヒュー・フレイザーの四男トマス・フレイザーの次男として生まれる。母はシビラ・マクラウド(Sibylla Macleod)(ジョン・マクラウド(John Macleod)の娘)
アバディーンシャーのキングス大学で学んだ。
1696年に9代ラヴァト卿ヒュー・フレイザーが死去したが、9代卿には女子しか残っていなかったため、父トマスやサイモンは、自分たちがラヴァト卿の継承者と申し立て、自分の娘アメリア・フレイザーが継承者だと主張する9代卿の未亡人アメリア・マリーと訴訟で争った。父トマスが1699年に死去するとラヴァト卿を僭称したが、裁判所は1702年12月2日にラヴァト卿位は女性継承が可能な爵位であるとしてアメリア・フレイザーをラヴァト卿位とその財産の継承者であると判決した（この判決は後に覆る）。この間、継承者に指名されたアメリア・フレイザーとの結婚を画策して失敗したり、その母アメリア・マリーをレイプして結婚を強要したりする事件を起こした。
1689年の名誉革命で即位したウィリアム3世に仕える一方、革命で王位を追われて亡命したジェームズ2世とも接触し、1700年には秘密裏にジェームズ2世の下を訪れ、ジャコバイト支持を約束している。
1702年には第2代クイーンズベリー公爵ジェイムズ・ダグラスや初代アソル公爵ジョン・マレーらスコットランド大貴族を巻き込んでジャコバイトの反乱を計画したが、スコットランド高地人からアン女王政府の二重スパイと疑われたために失敗し、フランスへ亡命した。パリでも彼の一連の行動に疑いがもたれ、アングルーム城に投獄された。約10年にわたって収監され続けた。
1713年に脱獄してスコットランドに帰国した。1715年のジャコバイト蜂起では反ジャコバイト側に立ち、ラヴァトのフレイザー氏族をジョージ1世のために蜂起させた。そのためジョージ1世から大赦を得てかつての罪状を取り消された。
帰国後25年間の活動はラヴァト卿位や財産を回復するための訴訟で占められた。1730年7月3日に裁判所はラヴァト卿位は男系男子に限定される爵位としてトマス・フレイザーが10代ラヴァト卿、サイモン・フレイザーが第11代ラヴァト卿であるとする逆転判決を出している。
その後再びジャコバイトと接触し、1740年3月14日には大僭称者ジェームズ・フランシス・エドワード・ステュアート(ジェームズ2世の息子)からジャコバイト貴族の爵位としてスコットランド貴族爵位「フレイザー公爵」を与えられ、代わりに小僭称者チャールズ・エドワード・ステュアートのスコットランド上陸を支援することを約束した。
1745年ジャコバイト蜂起ではフレイザー氏族を反乱に参加させた。自身は高齢と健康悪化より、小僭称者のもとにはせ参じるのを避けたが、息子のサイモン・フレイザーを参加させた。一方でスコットランド民事最高裁判所長官ダンカン・フォーブスに対しては息子が自分の説得を聞かずにジャコバイトに参加してフレイザー氏族からかなりの部分を反乱に参加させたと述べた。
しかし結局モラー湖で逮捕されてロンドンに移送され、大逆罪の容疑で貴族院の裁判にかけられた。1747年3月19日に死刑判決が下り、4月9日に斬首された。処刑の直前にも明るく、ホラティウスを引用して「祖国のために死すは美しく名誉なり(ラテン語：Dulce et decorum est pro patria mori)」と述べた。
ラヴァト卿位の爵位も剥奪されたが、100年以上後の1854年7月10日の議会法で4代ラヴァト卿からの分流である初代ラヴァト男爵トマス・アレグザンダー・フレイザーが12代ラヴァト卿位を回復している。

## 栄典

### 爵位
1699年5月に父トマス・フレイザーの死去により以下の爵位を継承したことが1730年7月3日の裁判所の判決で確認される。
- 第11代ラヴァト卿 (11th Lord Lovat)
(1457年頃創設のスコットランド貴族爵位)

1740年3月14日に大僭称者ジェームズ・フランシス・エドワード・ステュアートから以下のジャコバイト貴族の爵位を与えられた。
- 初代フレイザー公爵 (1st Duke of Fraser)
(ジャコバイトのスコットランド貴族爵位)
- 初代ビューフォート侯爵 (1st Marquess of Beaufort)
(ジャコバイトのスコットランド貴族爵位)
- 初代ストラセリック伯爵 (1st Earl of Stratherrick)
(ジャコバイトのスコットランド貴族爵位)
- 初代エアード＝ストラスグラス子爵 (1st Viscount of the Aird and Strathglass)
(ジャコバイトのスコットランド貴族爵位)
- 初代ラヴァト＝ボーリュー卿 (1st Lord Lovat and Beaulieu)」
(ジャコバイトのスコットランド貴族爵位)

## 家族
1716年2月にルドウィック・グラント(Ludovic Grant, 1641年-1714年)の娘マーガレット・グラント(Margaret Grant、生年不詳-1729年)と結婚。彼女との間に以下の子を儲けた。
- 長男サイモン・フレイザー（英語版） (Simon Fraser, 1726年-1782年) - 1747年まで儀礼称号でマスター・オブ・ラヴァト。陸軍中将
- 次男アレグザンダー・フレイザー (Alexander Fraser, 1729年-1762年)
- 長女ジャネット・フレイザー (Janet Fraser, 生年不詳-1765年) - マクファーソン氏族（英語版）の族長ユーアン・マクファーソンと結婚
- 次女シビラ・フレイザー (Sybilla Fraser, 生年不詳-1755年)

1733年7月にジョン・キャンベル(John Campbell, 生年不詳-1729年)の娘で第4代アーガイル公爵ジョン・キャンベル(John Campbell、1693年頃-1770年)の妹にあたるプリムローズ・キャンベル(Primrose Campbell,1710年-1796年)と結婚。彼女との間に以下の子を儲けた。
- 三男アーチボルド・キャンベル・フレイザー（英語版） (Archibald Campbell Fraser, 1736年-1815年) - 庶民院議員